# Пальма, Хуан Себастьян
Хуан Себастьян Пальма Микольта (англ. Juan Sebastian Palma Micolta; род. 18 июля 1999, Пуэрто-Карреньо, Колумбия) — колумбийский футболист, полузащитник клуба «Чарлстон Бэттери».

## Клубная карьера
Пальма — воспитанник клуба «Онсе Кальдас». 20 марта 2018 года в матче против «Рионегро Агилас» он дебютировал в Кубке Мустанга.
27 декабря 2022 года Пальма подписал контракт с американским клубом «Чарлстон Бэттери» из Чемпионшипа ЮСЛ. За «Бэттери» он дебютировал 25 марта 2023 года в матче против «Тампа-Бэй Раудис».

## Международная карьера
В 2019 года Пальма в составе молодёжной сборной Колумбии принял участие в молодёжном чемпионате мира в Польше. На турнире он сыграл в матчах против команд Таити, Новой Зеландии и Украины.